# Virasat
Virasat è un film indiano del 1997 diretto da Priyadarshan.
Il film è un adattamento di un altro film indiano, ovvero Thevar Magan, film in lingua tamil del 1992 diretto da Bharathan.

## Premi
- National Film Awards
  - "Best Female Playback Singer" (K. S. Chithra - Payalein Chun Mun)
- Filmfare Awards
  - "Best Film (Critics)"
  - "Best Actor (Critics)" (Anil Kapoor)
  - "Best Actress (Critics)" (Tabu)
  - "Best Supporting Actor" (Amrish Puri)
  - "Best Cinematography" (Ravi K. Chandran)
  - "Best Choreography" (Farah Khan)
  - "Best Story" (Kamal Haasan)
- Star Screen Awards
  - "Best Female Playback Singer" (K.S Chithra - Payalein Chhun Mun)